# Tratado de Whampoa
El Tratado de Whampoa (chino simplificado: 黄埔条约; chino tradicional: 黃埔條約; pinyin: Huángpǔ Tiáoyuē; cantonés de Yale: Wòhngbou Tìuhyeuk) fue un tratado comercial entre la dinastía Qing de China y el Reino de Francia, que fue firmado por Qiying y Théodore de Lagrené el 24 de octubre de 1844 a bordo del buque de guerra L'Archimède. Es considerado un tratado desigual por muchas fuentes.

## Términos
China debía otorgar los mismos privilegios al Reino de Francia que al Reino Unido en el Tratado de Nankín y los tratados posteriores. Los privilegios incluyeron la apertura de cinco puertos a comerciantes franceses, privilegios extraterritoriales para ciudadanos franceses en China, un arancel fijo sobre el comercio chino-francés y el derecho de Francia a estacionar cónsules en China.

## Tolerancia del cristianismo
Aunque el primer ministro francés François Guizot le había dado a Lagrené solo un mandato para negociar un tratado comercial con Francia, Lagrené decidió que quería mejorar el prestigio internacional de Francia asegurando una rescisión de la prohibición del cristianismo del emperador Yongzheng en China desde 1724. Francia podría convertirse así en el protectorado de católicos en China, como Francia en el Levante. Después de prolongadas negociaciones con Qiying, la mayoría de las cuales Lagrené confió a su intérprete Joseph-Marie Callery, el Emperador Daoguang emitió un edicto en febrero de 1846 que legalizó la práctica del cristianismo en China.